# فؤاد أرسلان
فؤاد مجيد أرسلان (1874 - 17 مارس 1930) سياسي لبناني. عضو مجلس الإدارة الكبير، نفاه العثمانيّون إلى أسكي شهر بسبب سلوكه الوطني، انتخب نائباً عن جبل لبنان في انتخابات العامين 1922 - 1925 واستبعد بعد ذلك لمصلحة شقيقه توفيق. له تمثال في خلدة جنوبي بيروت.

## سيرته
ولد فؤاد بن مجيد بن محلم بن حيدر بن عباس بن فخر الدين أرسلان سنة 1874 فتلقى علومه في مدارس عالية فأتقن إلى جانب العربية اللغتين الفرنسية والتركية، ثم ذهب إلى الآستانة في مطلع الشباب فعُيِّن عضواً في مجلس المعارف الكبير واحتل في المجتمع التركي مكانة رفيعة، ثم سافر إلى باريس وسويسرا وغيرها من بلدان أوروبا ثم عاد إلى بيروت قبل الحرب العالمية الأولى وأخذ يشتغل في السياسة، فلم يعجب الدولة العثمانية مسلكه الوطني فاعتقله في أوائل الحرب ونفته إلى إسكي شهر في بلاد الأناضول حيث بقي حتى نهاية الحرب.

وعندما عاد إلى لبنان أيّد الانتداب الفرنسيُ شرط أن يكون «انتداباً وإرشاداً لا استعماراً ولا استعباداً» لكنه لم يجد في الفرنسيين ما كان يرجو، فأخذ «يزيح الستار عن مساوئهم بلسان الصديق النصيح أولاً، ثم انقلب إلى خصم شجاع لا يهادن.»
نجح في الانتخابات النيابية سنة 1922 ثم في 1925. كان له مواقف وطنية في مجلس النواب. «كان نجاح الأمير فؤاد مفاجأة للفرنسيين لأنهم كانوا قد بذلوا قصارى جهدهم لإسقاطه، لكنهم تمكنوا من ذلك في الانتخابات التالية، والذي آلمه كثيراً أنهم أقاموا أخاه الأمير توفيق خصماً له، فترك المعركة بإباء وشمم...»

وكان في الثورة السورية الكبرى صاحب الرأي الصائب، يلجأ إليه قوّاد الثورة.

## وفاته وتأثيره
توفي في 17 آذار 1930 في بيروت وأُقيم له مأتم حافل في خلدة (جنوبي بيروت) حضرته وفود من سوريا ولبنان، وقد زاد عدد المحتشدين علی عشرين ألفا، وبينهم كبار الشخصيات، منهم يوسف الخازن عن لواء جبل لبنان، والنائب ميشال زكور، والقاضي يوسف السوداء والشيخ خليل تقي الدين، والشيخ أحمد الشهابي عن شباب الشام، وعمر بك الداعوق عن بيروت، والدكتور توفيق حمادة، والشاعر محمد علي الحوماني، أمين بك الحلبي، والشيخ فريد أحمد تقي الدين ونسيب داود أبو شقرا. 

ثم أُقيم له تمثال في خلدة من صنع النحات يوسف الحويك،‌ والقاعدة من تصميم المهندس يوسف أفتيموس، ورفع عنه الستار يوم 18 نيسان 1932 في احتفال رأسه شارل دباس وقد حضره رئيس مجلس الوزراء ومجلس النواب وتكلم فيه عدد من الخطباء والشعراء منهم نقولا فياض، أمين بك خضر وأمين مصطفی أرسلان.

وقد أطلقت اسمه على أحد شوارع بيروت بالطريق الجديدة تقديرا لخدماته.